# MIDNIGHT GARAGE
『MIDNIGHT GARAGE』（ミッドナイト・ガレージ）は、FM802で放送されているラジオ番組である。DJは土井コマキ。2012年4月から2017年9月までの正式タイトルは『802 MUSIC PLANET Mars MIDNIGHT GARAGE』である。

## 概要
2001年の1月に放送開始。本番組では日本の音楽シーンの中でもインディーズ系のアーティストや期待の新人といった、これから注目されるアーティストの楽曲と情報を中心に紹介していく番組である。
毎年10月にFM802が開催する音楽イベント「MINAMI WHEEL」との関連も深く、開催前には特集も組まれている。
2010年4月の改編では深夜から早朝帯（4:00 - 6:00）に放送される番組で唯一、DJが登場する番組となっていた（平日にフィラー番組である『RADIO IT』を放送することになったため）。
2015年10月の改編で「802 MUSIC PLANET」枠内の火曜日へ放送時間変更された。なお現在（2024年1月時点）の放送時間は、火曜 0:00 - 3:00（月曜深夜）。

## DJ
- 土井コマキ（2001年10月 - ）[2]

### 過去
- 西田新（2001年1月 - 9月）[3]

## コーナー
- 2012年4月から毎月、番組内ヘビーローテーションを「推しモン！」として選出している。
  - 2012年のラインナップは、LLAMA、The Flickers、永野亮、UHNELLYS、七尾旅人、Polaris、cero、トクマルシューゴ、シャムキャッツだった[4]。
- MGホットライン

音楽業界の様々な話題を電話をつないで聞く。なお、以前はイベンターホットラインという関西の4つのイベンターによる注目のライブ紹介コーナーだった。
- この他、毎週ゲストを招いてのトークや期間限定のコーナーが多い。